# Schiguljowo
Schiguljowo (russisch Жигулёво, deutsch Tannenrode) ist ein kleiner Ort in der russischen Oblast Kaliningrad. Er gehört zur kommunalen Selbstverwaltungseinheit Munizipalkreis Osjorsk im Rajon Osjorsk.

## Geographische Lage
Schiguljowo liegt östlich der Ilme (russisch: Borodinka) südlich der Regionalstraße 27A-025 (ex R508) und ist 15 Kilometer von der Rajonstadt Osjorsk (Darkehmen/Angerapp) entfernt. Eine Bahnanbindung besteht nicht.

## Ortsname
Die Ortsbezeichnung „Schiguljowo“ gab es in der Oblast Kaliningrad noch ein zweites Mal und stand für den Ort mit dem deutschen Namen Wittgirren, Kreis Pillkallen (1938–1945 Legen, Kreis Schloßberg). Dieser Ort ist heute nicht mehr existent.

## Geschichte
Tannenrode war ein Vorwerk des Guts Aussicht (russisch nach 1945: Oktjabrskoje, nicht mehr existent) und gehörte somit mit diesem seit 1874 zum Amtsbezirk Klein Beynuhnen (heute russisch: Uljanowskoje) im Kreis Darkehmen. 1905 lebten in Tannenrode gerade einmal 13 Einwohner in einem Haus.
1945 kam der Ort in Folge des Zweiten Weltkriegs mit dem gesamten nördlichen Ostpreußen zur Sowjetunion. Im Jahr 1950 erhielt er den russischen Namen Schiguljowo und wurde dem Dorfsowjet Oljochowski selski Sowet im Rajon Osjorsk zugeordnet. Im Jahr 1954 gelangte der Ort in den Nowostrojewski selski Sowet. Von 2008 bis 2014 gehörte Schiguljowo zur Landgemeinde Nowostrojewskoje selskoje posselenije, von 2015 bis 2020 zum Stadtkreis Osjorsk und seither zum Munizipalkreis Osjorsk.

## Kirche
Vor 1945 war die nahezu gesamte Bevölkerung Tannenrode evangelischer Konfession und gehörte zum Kirchspiel Trempen (russisch: Nowostrojewo) im Kirchenkreis Darkehmen (1938–1946 Angerapp, russisch: Osjorsk) in der Kirchenprovinz Ostpreußen der Kirche der Altpreußischen Union.
Heute liegt Schiguljowo im Einzugsbereich der evangelischen Gemeinde der Salzburger Kirche in Osjorsk, die der Propstei Kaliningrad der Evangelisch-Lutherischen Kirche Europäisches Russland (ELKER) zugeordnet ist.